# 民主党 (グリーンランド)
民主党（みんしゅとう、グリーンランド語: Demokraatit）は、グリーンランドの政党。
デンマークからの独立気運に乗じ、自治政府の発足以来から首相を選出し続けている進歩党などとは異なり、フェロー諸島を含むデンマーク王国を構成するグリーンランドであるべきとし、グリーンランド独立には反対している。